# 1717 w polityce

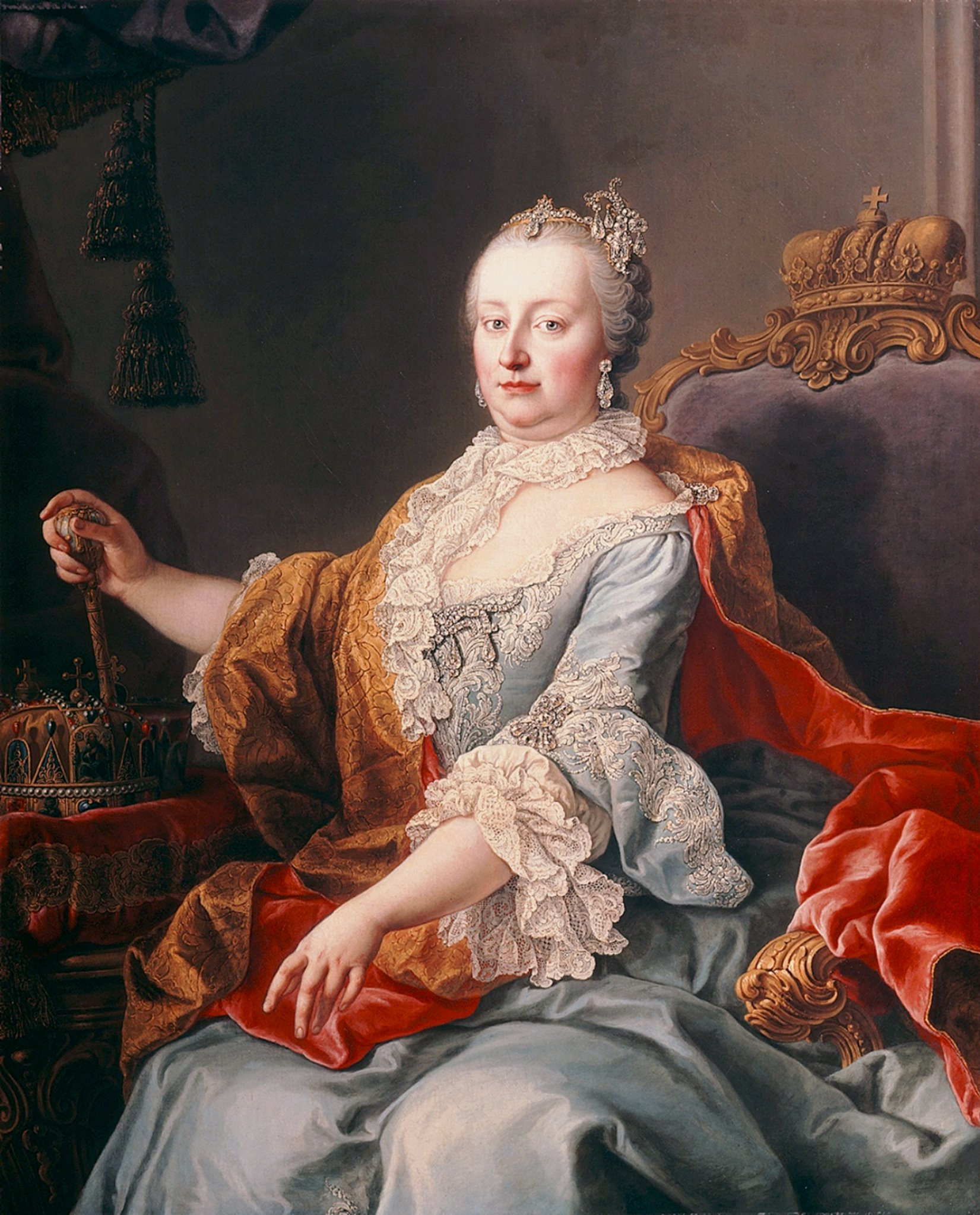
Maria Teresa Habsburg

Wydarzenia polityczne w 1717 roku.

## Wydarzenia
- 1 lutego – Sejm niemy
- 12, 13 i 16 czerwca – Bitwa morska pod Imbros w czasie wojny wenecko-tureckiej 1714–1718.
- 24 grudnia/25 grudnia – Powódź w Boże Narodzenie w Holandii.

## Urodzili się
- 13 maja Maria Teresa Habsburg, cesarzowa rzymska[1].